# 어라이즈 (대한민국의 음악 그룹)
어라이즈는 대한민국의 음악 그룹이다. 2012년 싱글 《Arise Single 1st》로 데뷔했다.

## 방송
- 제27회 CBS 크리스천 뮤직 페스티벌 (2016) - 금상

## 음반
- Arise Single 1st (2012)
- 제27회 CBS 크리스천뮤직페스티벌 (2017)